# Daniel de Nueda i Llisiana
Daniel de Nueda i Llisiana   (Xàtiva, 1904 - Xàtiva, 1971) fou un musicòleg valencià. Deixeble d'Amanci Amorós i d'Eduard López-Chávarri al Conservatori de València, gràcies a una beca pogué ampliar els seus estudis al Conservatori de Madrid.
Fou professor de piano al Conservatori de València, ciutat on formà una orquestra de cambra. Es autor de Panorama de la música sinfónica valenciana i Apuntes para la historia de la banda, entre altres obres. Fundà la revista "Musicografía" (1933-36), dedicada especialment a la música valenciana culta i popular. Pianista notable, oferí gires per tot l'Estat espanyol en qualitat de solista i com a membre de grups de cambra. EI 1958 fou nomenat director del Conservatori de València, i el 1966, catedràtic de piano d'aquest centre, càrrecs que ocupà fins a la seva mort. Fou crític musical de Radio Nacional d'Espanya i compongué algunes obres per a piano, com ara Escena andalusa.